# 노르베르트 발터-보르얀스
노르베르트 발터 보르얀스(독일어: Norbert Walter-Borjans)은 독일의 경제학자이자 정치인이다. 그는 2010년에서 2017년까지 노르트라인-베스트팔렌의 재정장관으로 일했으며, 2019년 12월 6일에는 당대표 선거에서 올라프 숄츠를 꺾고 당선되어 독일 사회민주당의 당대표직을 맡게 되었다. 
그는 본대학과 쾰른대학을 졸업하였으며, 경제학자로 활동하였다. 이후 요하네스 라우에 의해 발탁되어 주정부의 대변인직을 맡으면서 정치 활동을 시작하였다. 그는 재정장관으로 있으면서 여러 정책을 남겼다. 그는 상원의원으로도 활동했다. 노르베르트 발터 보르얀스는 대마초 합법화에는 부분적으로 찬성하며, 조세제도에 대해서는 현상황을 유지할 필요가 있다고 주장한다. 그는 보통 당내 좌파로 평가받는다. 2019년 사민당 전당대회에서, 1차 투표에서 21%가량을 득표해 결선투표에 진출하였으며, 결선투표에서는 올라프 숄츠의 높은 인기에도 불구하고 근소한 표차로 올라프 숄츠를 꺾어 사민당의 대표로 선출되었다. 
| 전임 (임시대표)마누엘라 슈베시그·토르스텐 셰퍼-굼벨·말루 드레이어 | 제28대 사회민주당 공동대표 2019년 12월 6일 ~ |  |